# 13989 Murikabushi
13989 Murikabushi è un asteroide della fascia principale. Scoperto nel 1993, presenta un'orbita caratterizzata da un semiasse maggiore pari a 2,3790762 UA e da un'eccentricità di 0,2867236, inclinata di 14,61246° rispetto all'eclittica.